# Березовий (Мисківський міський округ)
Бере́зовий (рос. Берёзовый) — селище у складі Мисківського міського округу Кемеровської області, Росія.

## Населення
Населення — 6 осіб (2010; 8 у 2002).
Національний склад (станом на 2002 рік):
- росіяни — 100 %